# Gerichtsbezirk Judenburg
Der Gerichtsbezirk Judenburg ist ein dem Bezirksgericht Judenburg unterstehender Gerichtsbezirk im Bundesland Steiermark.

## Geschichte
Der Gerichtsbezirk Judenburg wurde durch eine 1849 beschlossene Kundmachung der Landes-Gerichts-Einführungs-Kommission geschaffen und umfasste ursprünglich die 25 Gemeinden Allersdorf, Feistritz, Feistritzgraben, Fisching, Fohnsdorf, Frauendorf, Judenburg, Kumpitz, Möschitzgraben, Murdorf, Oberweg, Pichl, Pichlhofen, Pöls, Reifling, Reißstraße, Rothenthurm, Scheiben, Schoberegg, St. Georgen, St. Peter, Unzmarkt, Waltersdorf, Weißkirchen und Wöll.
Der Gerichtsbezirk Judenburg bildete im Zuge der Trennung der politischen von der judikativen Verwaltung
ab 1868 gemeinsam mit den Gerichtsbezirken Knittelfeld, Obdach und Oberzeiring den Bezirk Judenburg.
1874 wurde durch die Abtrennung der Katastralgemeinden Zeltweg und Farrach von der Gemeinde Fohnsdorf die Gemeinde Zeltweg gebildet. Nach dem Ersten Weltkrieg kamen zum Gerichtsbezirk Judenburg die Gemeinden Granitzen, Kienberg, Lavantegg, Obdach, Obdachegg, Prethal und Schwarzenbach hinzu, die per 1. Juni 1923 vom aufgelösten Gerichtsbezirk Obdach übernommen wurden.
Durch Gemeindezusammenlegungen reduzierte sich die Zahl der Gemeinden im Gerichtsbezirk Judenburg bis in die Mitte der 1970er Jahre auf die 17 Gemeinden Amering, Eppenstein, Fohnsdorf, Judenburg, Maria Buch-Feistritz, Obdach, Oberweg, Pöls, Reifling, Reisstraße, St. Anna am Lavantegg, St. Georgen ob Judenburg, St. Peter ob Judenburg, St. Wolfgang-Kienberg, Unzmarkt-Frauenburg, Weißkirchen in Steiermark und Zeltweg.
Nachdem die Bundesregierung per Verordnung die Auflösung des Gerichtsbezirks Oberzeiring beschlossen hatte, wurde per 1. Oktober 1976 der Gerichtsbezirk Judenburg auf den gesamten politischen Bezirk Judenburg ausgedehnt. Der Gerichtsbezirk Judenburg übernahm dadurch die Gemeinden Bretstein, Hohentauern, Oberkurzheim, Oberzeiring, Pusterwald, St. Johann am Tauern und St. Oswald-Möderbrugg vom Gerichtsbezirk Oberzeiring.
Am 1. Juli 2013 wurde der Gerichtsbezirk Knittelfeld aufgelöst und die Gemeinden wurden Judenburg zugewiesen.
Mit Wirkung ab 1. Jänner 2015 wurde der Gerichtsbezirk aufgrund der Veränderungen im Rahmen der Gemeindestrukturreform in der Steiermark in der „Bezirksgerichte-Verordnung Steiermark 2015“ neu definiert.

## Gerichtssprengel
Seit Jänner 2015 ist der Gerichtssprengel durch das Gebiet folgender 20 Gemeinden definiert: Fohnsdorf, Gaal, Großlobming, Hohentauern, Knittelfeld, Kobenz, Judenburg, Obdach, Pöls-Oberkurzheim, Pölstal, Pusterwald, Sankt Georgen ob Judenburg, Sankt Marein-Feistritz, Sankt Margarethen bei Knittelfeld, Sankt Peter ob Judenburg, Seckau, Spielberg, Unzmarkt-Frauenburg, Weißkirchen in Steiermark, Zeltweg.
Er ist somit mit dem Bezirk Murtal deckungsgleich.